# Herlinde Latzko
Herlinde Latzko, auch Herlinde Latzko-Ruff (* 23. Mai 1944 in Lichtenstadt), ist eine deutsche Schauspielerin.

## Leben
Herlinde Latzko wuchs in Stuttgart auf und absolvierte die Otto-Falckenberg-Schule in München. 1969 erhielt sie ihr erstes Engagement am Stadttheater Bern, wo sie bis 1972 blieb. Zu ihren Rollen hier gehörten die Luise in Kabale und Liebe, Recha in Nathan der Weise und Franziska in Minna von Barnhelm. Von 1972 bis 1973 wirkte sie am Schauspielhaus Zürich, wo sie unter anderem als Marie in Clavigo und Lucie in der Die Dreigroschenoper zu sehen war.
In der Romanverfilmung Der Scheingemahl nach Hedwig Courths-Mahler gab sie 1974 in der Rolle der Margot Hartmann ihr Debüt vor der Kamera und arbeitete seither fast ausschließlich für das Fernsehen. In dem prominent besetzten Zweiteiler Die Affäre Lerouge übernahm sie 1976 den Part der Claire d'Arlange. In der Tatort-Folge Das Mädchen von gegenüber spielte sie 1977 als Jutta Linder die Ehefrau von Jürgen Prochnow. Neben Spielfilmen wie Kneuss und Der Fall Sylvester Matuska wirkte sie auch in Krimiserien wie Derrick, Der Alte, Sonderdezernat K1, Ein Fall für Zwei und SOKO 5113 mit. Zuletzt war Herlinde Latzko in Dieter Wedels Mehrteiler Die Affäre Semmeling und der Fernsehserie Unser Charly zu sehen.

## Filmografie (Auswahl)
| - 1973: Ein Fall für Männdli – Haare - 1974: Der Scheingemahl - 1975: Sag' Oma gute Nacht - 1975: Tristan - 1975: Frag nach bei Casanova - 1975: Eine ganz gewöhnliche Geschichte (Serie) - 1976: Der Schneesturm - 1976: Die Erzählungen Bjelkins - 1976: Derrick – Das Bordfest - 1976: Die Affäre Lerouge - 1977: Sonderdezernat K1 – Zwei zu eins fürs SK1 - 1977: Fairy - 1977: Tatort – Das Mädchen von gegenüber - 1978: Kneuss - 1978: Mittags auf dem Roten Platz - 1978: Jean-Christophe (Serie) - 1978: Die Traumfrau - 1979: Der Alte – Mordanschlag - 1979: Wie Rauch und Staub – nach Aquis submersus von Theodor Storm - 1979: Heinrich, der gute König (Le roi qui vient du sud) | - 1980: Der Jähzornige - 1980: Leute wie du und ich (Serie) - 1981: Beate und Mareile - 1981: Ein Fall für zwei: Der Erbe - 1982: Frankies Braut - 1982: Bretter, die die Welt bedeuten (Serie) - 1983: Der Fall Sylvester Matuska (Viadukt) - 1982: St. Pauli-Landungsbrücken (eine Folge) - 1983: Das Traumschiff: Kenia - 1984: August der Starke - 1984: Der Lehrer und andere Schulgeschichten - 1984: Heirat nicht ausgeschlossen - 1986: Detektivbüro Roth (zwei Folgen) - 1988: Nordlichter (Serie) - 1989: Keine Gondel für die Leiche - 1993: SOKO 5113 – Die Frau des Schieberkönigs (Episode 130) - 2000–04: Unser Charly (drei Folgen) - 2002: Die Affäre Semmeling |